# Jonesboro (Louisiana)
Jonesboro település az Amerikai Egyesült Államok Louisiana államában, Jackson megyében. Lakosainak száma 4106 fő (2020. április 1.).

## Népesség
A település népességének változása:

| 2010 | 4 704 |
| 2020 | 4 106 |